# Гозий, Станислав
Стани́слав Го́зий (лат. Stanislaus Hosius, пол. Stanisław Hozjusz; 5 мая 1504, Краков — 5 августа 1579, Капраника близ Рима) — теолог, деятель католической церкви, кардинал (1561); сын виленского городничего Ульриха Гозия, меценат и автор многочисленных теологических сочинений.

## Биография
Происходит из семьи краковских горожан. Детство провёл в Вильне. В 1519—1524 годах учился в краковском Ягеллонском университете. Служил учителем при краковском епископе. Интересовался гуманистическим движением и поддерживал контакты с Эразмом Роттердамским. В 1529—1534 годах учился в Болонье. С 1538 года был секретарём польского короля. В 1538 году был назначен вармийским каноником, в 1540 — одновременно краковским, в 1542 — сандомирским. В 1549—1550 и в 1569 годах выполнял дипломатические поручения короля Сигизмунда Августа. С 1549 года епископ Хелма, с 1551 — Вармии.
Был активным деятелем контрреформации. С 1558 года служил в Риме, в 1560—1561 годах папский нунций в Вене. В 1561—1563 годах участвовал в Тридентском соборе, руководил им в 1563 году.
В 1564 году вернулся в Польшу. Под его влиянием король Сигизмунд Август, в исполнение решений Тридентского собора, усилил борьбу с реформацией. В 1564 году пригласил иезуитов в Польшу и в Браунсберге (ныне Бранево) основал первую иезуитскую коллегию (Collegium Hosianum). С 1569 года снова служил в Риме.

## Труды
Богословские труды и полемические письма изданы в сборнике „Opera omnia“ (1548). Важнейшее сочинение „Confessio fidei catholicae christiana“ (1557; 39 изданий).